# 모 패라
모하메드 무흐타르 자마 "모" 패라 경(Sir Mohammed Muktar Jama ("Mo") Farah, CBE, 1983년 3월 23일 ~ )은 소말리아에서 태어난 영국의 장거리 육상 선수이다.
1996년부터 선수생활을 시작해 세계 육상 선수권 대회와 유럽 육상 선수권 대회에서 각각 금메달 3개와 은메달 1개를 획득했으며, 2012년과 2016년 하계 올림픽에서 2관왕에 올랐다.

## 어린 시절과 교육
소말리아 모가디슈에서 태어난 패라는 자신의 쌍둥이 형제와 함께 어린 시절 내전을 피해 지부티에서 보냈다. 후에 8세 때에 부친과 함께 영국으로 이주하여 겨우 영어의 몇 마디를 하였다. 부친 무흐타르는 런던에서 태어나 하운즐로에서 자라온 IT 컨설턴트였으며 영국 시민권이 있었다고 알려졌으나 2022년, 모패라는 이 모든 것이 거짓임을 밝혔다. 그의 부친은 그가 4세때 소말리아 내전으로 사망했고, 가족들은 뿔뿔이 흩어졌으며, 모패라 본인은 9세에 영국에 불법 인신매매로 입국해 가사노동을 하며 지냈다고 한다. 진짜 이름은 '후세인 압디 카인'이며, 모패라는 다른 소년의 이름이다.
패라는 런던의 팰섬 커뮤니티 칼리지(Feltham Community College)에서 수학하였다. 그의 육상 재능이 체육 교사 앨런 왓킨슨에 의하여 확인되었다. 그의 야망은 자동차 정비사 혹은 아스널 FC의 라이트 윙으로 뛰는 것이었다. 후에 웨스트 런던에 있는 하운즐로 자치구 육상 클럽에 가입하였다.

## 주니어 경력
런던 청소년 경기에서 열린 크로스컨트리에서 패라는 하운즐로 클럽을 대표하였다. 1996년 13세의 나이로 잉글랜드 학교 크로스컨트리에 들어가 9위를 하였다. 이듬해에 자신의 첫 5개의 잉글랜드 학교 타이틀을 우승하였다.
패라의 재능을 눈여겨본 후원가 에디 쿨루쿤디스(Eddie Kulukundis)는 패라가 비자 문제 없이 세계 무대에서 활동할 수 있도록 영국 시민권 등록 절차를 지원했다.
패라의 첫 주요 타이틀은 2001년 유럽 주니어 육상 선수권 대회에서 5000m 종목이었으며, 세인트메리 대학교 트위크넘(St Mary's University, Twickenham)에서 훈련을 시작한 해에 이룬 성과였다. 패라는 대학에서 살면서 집중 훈련을 받으며 특별 교과과정을 이수했고, 기량과 경력이 쌓이며 프로 선수의 길을 가게 되었다.

## 시니어 경력

### 2005~08년: 첫 타이틀들과 개인 전력들
2005년 패라는 오스트레일리아의 크레이그 모트램과 세계 최고의 10,000m 선수 미카 코고를 포함한 케냐 선수들의 그룹과 함께 시니어 경력에 들어갔다.
2006년 7월에 패라는 5000m에서 13분 9.40초의 기록을 세워 데이브 무어크로프트에 이어 영국에서 두번째로 빠른 육상 선수가 되었다. 한달 후에 패어는 예테보리에서 열린 유럽 선수권에서 은메달을 땄다. 코치들 앨런 스토리와 마크 롤런드는 5000m 결승전이 패라를 영감을 주기 전에 폴라 래드클리프로부터 패라가 연속적이고 몇몇의 말들을 남긴 것을 명확히 하였다. 12월에는 이탈리아 산조르조 수 레냐노에서 열린 유럽 크로스컨트리 선수권을 우승하였다.
2007년 오사카에서 열린 세계 육상 선수권 대회에서 5000m 종목에 영국을 대표한 패라는 13분 47.54초와 함께 6위를 하였다.
2008년 10,000m 종목을 달린 패라는 거의 8년 동안 영국에서 가장 빠른 선수가 되었으나 베이징 올림픽에서 5000m 결승전이 열리기 전에 아웃되었다.

### 2009~10년: 영국 기록들과 유럽 챔피언
2009년 1월 글래스고에서 패라는 3000m에서 7분 40.99초와 함께 존 메리록의 기록을 깨면서 영국 실내 신기록을 세웠다. 몇주 후에 그는 버밍엄에서 열린 영국 실내 그랑프리에서 7분 34.47초와 함께 6초 이상으로 자신의 기록을 깼다. 3월 토리노에서 열린 유럽 실내 선수권에서 3000m의 7분 40.17초를 세워 금메달을 획득하였다.
베를린에서 열린 세계 육상 선수권 대회에 나간 패라는 에티오피아 선수가 우승을 차지한 5000m에서 선두로 달리다가 결국 7위를 하였다. 선수권 대회 이후, 그는 그레이트 사우스 런을 46.25초로 우승하면서 10 마일 이상의 첫 경연 대회에서 승리를 거두어 강한 바람에 불구하고 3번째로 가장 빠른 영국 선수가 되었다.
패라는 유럽 크로스컨트리 선수권 대회에서 세르히 레비트의 지배를 꺾을 우승 후보들 중의 하나였다. 그러나 레비트는 패라와 알레마예후 베자베가 달리기를 통하여 거리를 앞장서면서 절대 논쟁에 들어가지 않았다. 패라는 경주의 후반에 베자베에게 제쳐 은메달을 따게 되었다. 경주가 끝난 후에 즉시 쓰러져 치료를 받기를 필요하면서 메달 시상식에 참석하지 않았다. BO 클래식 경주에서 에드윈 소이에 가까운 차이로 3위를 한 후, 패라는 에든버러에 열린 크로스컨트리 대경기에서 쇼트코스 경주에 나갔다. 그는 우승 후보였으며 안정적인 선두를 유지했다. 하지만, 후반에 피곤해져 동료 영국 선수들 리키 스티븐슨과 스티브 버논에 밀려 3위를 하였다.
2010년 5월 후순에 런던에서 10,000m를 27.44초와 함께 우승하면서 10km 세계 기록 보유자 미카 코고를 꺾었다. 그의 성공은 이듬의 주에 유럽컵 10,000m에서도 이어졌다. 거기서 그는 27분 28.86초와 함께 완료하면서 거의 16초 차이로 자신의 개인 전력을 향상시켰다. 패라는 2위로 들어온 압델라티프 메프타에 40초 이상의 차이로 우승하였다. 아프리카에서 훈련을 한 후에 유럽으로 돌아와 바르셀로나에서 열린 유럽 선수권에 나갔다. 그는 10,000m에서 2바퀴가 남으면서 아야드 람다셈을 제치고 27분 28.86초와 완료하면서 금메달을 획득하였다. 이 일은 패런의 첫 주요 타이틀이였으며 또한 영국을 위한 유럽 선수권의 첫 금메달이었다. 그러고나서 5000m에 나가 헤수스 에스파나로부터 우승을 차지하면서 유럽 선수권의 66년 역사상 5번째로 5000m/10,000m 2관왕이 되는 선수가 되었으며, 또한 20년으로 봐서 체코슬로바키아의 에밀 자토페크(1950), 폴란드의 즈지스와프 크지슈코비아크(1958), 핀란드의 유하 바아타이넨(1971)과 이탈리아의 살바토레 안티보에 이어 처음이었다.
8월 19일 취리히에서 열린 다이아몬드 리그 대회에서 12분 57.94초와 함께 5000m를 달리면서 데비드 무어크로프트의 장거리 영국 기록을 깨고, 영국 선수로서 13분 미만의 기록을 세운 처음이자 마지막 선수가 되었다.
12월에는 영국 올림픽 협회에 의하여 "올해의 육상 선수"로 선정되었다. BO 클래식 경주에서 자신의 해를 닫으면서, 이마네 메르가에게 빠른 완료에서 0.2초 차이로 패하면서 10,000m 타이틀을 놓쳤다.

### 2011년: 유럽과 영국 기록들, 그리고 세계 메달들
2011년은 패라의 성공적인 해였고, 1월 8일 장거리 경주에서 승리를 거두는데 그해의 유럽 선수권에서 자신이 톱 4명의 완료 선수들을 꺾은 에든버러 크로스컨트리에서 시작되었다.
2월에 패라는 오리건주 포틀랜드로 다시 배치하기로 선언하였다. 2월 19일 버밍엄에서 패라는 13분 10.60초와 함께 5000m 유럽 실내 기록을 깼다. 3월 5일 그는 3000m의 유럽 실내 선수권을 우승하였다. 3월 20일에는 1시간 00.23초의 영국 신기록을 세워 뉴욕 하프 마라톤을 우승하기도 하였다. 그와 훈련 파트너 게일런 러프는 원래 뉴질랜드에서 10,000m 종목에 출전할 계획을 세웠다. 하지만 크라이스트처치에서 일어난 지진으로 취소되자, 뉴욕에서 열린 하프 마라톤에 들어가게 된 것이다.
6월 3일 유진에서 열린 다이아몬드 리그 경주에서 패라는 프리폰테인 클래식 10,000m를 우승하여 영국과 유럽 신기록 26분 46.57초를 세웠다. 7월 22일 모나코에서 열린 다이아몬드 리그 경주에서는 5000m에서 12분 53.11초의 국내 신기록을 세웠다.
대구에서 열린 2011년 세계 육상 선수권 대회에서 패라는 10,000m 은메달과 5000m 금메달을 따면서 세계 무대에 돌풍을 일으켰다. 그는 양 종목에서 세계 선수권 타이틀을 딴 첫 영국 선수가 되었다. 패라는 10,000m 종목에서 강한 우승 후보로 보였지만 마지막 바퀴에서 에티오피아의 이브라힘 제일란에게 좁은 차이로 패하였다.

### 2012년: 올림픽 2관왕
2012년 런던 올림픽에서 패라는 8월 4일 10,000m를 27분 30.42초로 우승하였다. 이 일은 10,000m 종목에서 영국의 첫 올림픽 금메달이었고, 같은 육상 개회에서 나라를 위한 2개의 다른 금메달에 이어 나온 것이다 알베르토 사라사르 코치 아래에서 함께 훈련받은 미국의 게일런 러프는 2위를 하였다. 8월 12일에는 13분 41.66초와 함께 5000m를 우승하면서 2관왕이 되었다. 패라는 자신의 금메달들을 쌍둥이 딸들에게 헌정하였다.
8월 23일 버밍엄에서 열린 다이아몬드 리그 경기에서 육상에 돌아온 패라는 2 마일(3.2km)의 다른 승리와 함께 우승 시즌을 마무리지었다.

### 2013년: 1500m 기록과 세계 타이틀
2013년 7월 19일 모나코에서 열린 헤르쿨리스 경기(Herculis)에서 패라는 1500m의 유럽 기록을 3분 28.81초와 함께 깼다. 이 기록은 그를 이 거리에서 6번째로 가장 빠른 선수로 만들어 스티브 크램의 28년 영국 기록과 페르민 카초의 16년 유럽 기록을 앞섰다. 또한 사이드 아우이타, 대니얼 코먼, 알리 사이디 시에프, 히샴 엘 게루주, 오거스틴 키프로 초게, 버나드 라가트에 이어 1500m의 3분 30초 장벽과 5000m의 13분 장벽을 깨는 7번째 선수가 됐다. 이로써, 1500m, 5000m와 10,000m 종목에서 각각 3분 30초, 13분, 27분 내의 기록을 세우게 됐다.
다음 달에 패라는 런던 다이아몬드 리그 기념 경기에서 3000m를 7분 26.85초로 우승하였다. 그는 하프 마라톤에서 국내 기록을 두번이나 깼는데, 처음에 2월 24일 뉴올리언스에서, 그러고나서 9월 15일 뷰퍼 그레이트 노스 달리기에서 자신의 기록을 깼다.
8월 10일 모스크바에서 열린 세계 육상 선수권 대회 10,000m 종목에서 이브라힘 제일란을 따돌리며 승리했다. 이 승리는 그의 4번째 세계 타이틀이었다. 8월 16일 5000m에서 우승하면서 두 종목의 세계와 올림픽 타이틀에서 우승한 첫 선수가 되었다. 승리 후에, BBC 해설자 브렌던 포스터와 서배스천 코는 패라를 "영국의 가장 위대한 선수"라고 불렀다.
12월에 패라는 BBC 올해의 스포츠인상과 국제아마추어육상연맹(IAAF) 올해의 선수상 최종 후보 명단에 각각 이름을 올렸다.

### 2014년
2014년 런던 마라톤을 대비하면서 한 해를 시작한 패라는 2시간 08.21초와 함께 8위를 하였으며, 이 기록은 스티브 존스의 실외 영국 기록이었으나 잉글랜드 국내 신기록으로 세워졌다.

### 2016년: 올림픽 2연승
2016년 리우데자네이루 올림픽에서 5000m와 10,000m를 다시 석권한 패라는 라세 비렌에 이어 2개의 종목에서 2연승을 거둔 2번째 선수가 되었다.
모 패라는 2017년 BBC 올해의 스포츠인상 수상자로 선정되었다.

## 서훈
- 2013년 대영 제국 훈장 3등급(CBE) 수훈[2]
- 2017년 기사작위(Knight Bachelor) 서임[1]